# Piroxmangita
La piroxmangita es un mineral de la clase de los inosilicatos, y dentro de esta pertenece al “grupo de los piroxenoides”. Fue descubierta en 1913 en una mina cerca de Nyköping (Suecia), siendo nombrada así derivado de piroxeno + manganeso, en alusión a su estructura y composición.

## Características físicas y químicas
Es un silicato de manganeso, estructuralmente es un inosilicato de cadena simple con cadenas de periodos 7-, 8-, 10-, 12- y 14-, parecido a los piroxenos pero no de este grupo. Es dimorfo de la rodonita, mineral con la misma fórmula química y estructura cristalina que la piroxmangita, por lo que son fácilmente confundibles además de que con frecuencia se presentan sus cristales juntos; sin embargo, la piroxmangita se forma en un ambiente de alta temperatura mientras que la rodonita es un polimorfo de baja temperatura. Forma una serie de solución sólida con la piroxferroíta ((Fe2+)SiO3), en la que la sustitución gradual del manganeso por hierro va dando los distintos minerales de la serie. Además de los elementos de su fórmula, suele llevar como impurezas: aluminio, hierro, magnesio, calcio, sodio, potasio y agua.
La piroxmangita es de color rosa intenso; aparece generalmente como masas de grano muy fino con venillas negras de óxidos de manganeso producidos por su alteración. Los cristales son muy raros. Tanto los cristales como el material masivo pueden utilizarse como gemas, los primeros facetados y los segundos como cabujones o placas

## Formación y yacimientos
Aparece en rocas con manganeso que han siod sometidas a metamorfismo regional y metasomatismo de contacto. Suele encontrarse asociado a otros minerales como: spessartina, tefroíta, alleghanyíta, hausmannita, pirofanita, alabandina, rodonita o rodocrosita. Se ha encontrado en forma de buenos cristales, muy apreciados en el mundo del coleccionismo, en Morro da Mina, Conselheiro Lafaiete, Minas Geraes (Brasil). En España se encuentra material masivo de buena calidad en la mina Serrana, en El Molar (Tarragona). Está asociada a rodonita y a tefroita.